# Discografia di Don Toliver
La discografia di Don Toliver, rapper e cantante statunitense, è costituita da quattro album in studio, un album di remix, due mixtape, oltre trenta singoli e oltre venti video musicali.

## Album

### Album in studio
| Anno                                                         | Titolo e dettagli | Classifiche | Classifiche | Classifiche | Classifiche | Classifiche | Classifiche | Classifiche | Classifiche | Classifiche | Classifiche | Certificazioni                                             |
| Anno                                                         | Titolo e dettagli | USA         | AUS         | CAN         | FRA         | GER         | IRE         | NLD         | NOR         | NZL         | UK          | Certificazioni                                             |
| ------------------------------------------------------------ | --- | ----------- | ----------- | ----------- | ----------- | ----------- | ----------- | ----------- | ----------- | ----------- | ----------- | ---------------------------------------------------------- |
| 2020                                                         | Heaven or Hell - Pubblicato: 13 marzo 2020 - Etichetta: Cactus Jack, We Run It, Atlantic - Formati: Download digitale, streaming          | 7           | 20          | 7           | 43          | 51          | 23          | 31          | 7           | 14          | 16          | - USA: Platino - CAN: Platino - NZL: Platino - UK: Argento |
| 2021                                                         | Life of a Don - Pubblicato: 8 ottobre 2021 - Etichetta: Cactus Jack, We Run It, Atlantic - Formato: Box set, download digitale, streaming | 2           | 17          | 6           | 20          | 32          | 29          | 16          | 9           | 13          | 26          |                                                            |
| 2023                                                         | Love Sick - Pubblicato: 24 febbraio 2023 - Etichetta: Cactus Jack, Atlantic - Formato: CD, 2 LP, musica digitale, streaming               | 8           | —           | 10          | 59          | 42          | 72          | 40          | —           | 28          | 36          | - USA: Oro                                                 |
| 2024                                                         | Hardstone Psycho - Pubblicato: 14 giugno 2024 - Etichetta: Cactus Jack, Atlantic - Formato: CD, 2 LP, download digitale, streaming        | 3           | 16          | 7           | 27          | 16          | 42          | 14          | 7           | 6           | 27          | - USA: Oro - CAN: Oro                                      |
| "—" indica una pubblicazione non classificata in quel paese. | |             |             |             |             |             |             |             |             |             |             |                                                            |

### Album di remix
| Anno | Titolo e dettagli |
| ---- | --- |
| 2020 | Heaven or Hell (CHOPNOTSLOP Remix) - Pubblicato: 17 aprile 2020 - Etichetta: Cactus Jack, We Run It, Atlantic - Formati: Download digitale, streaming |

## Mixtape
| Anno | Titolo e dettagli |
| ---- | --- |
| 2017 | Playa familia (con YungJosh93) - Pubblicato: 17 maggio 2017 - Etichetta: autopubblicato - Formati: Download digitale, streaming |
| 2018 | Donny Womack - Pubblicato: 2 agosto 2018 - Etichetta: autopubblicato - Formati: Download digitale, streaming                    |

## Singoli

### Come artista principale
| Anno                                                         | Titolo                                                         | Classifiche | Classifiche | Classifiche | Classifiche | Classifiche | Classifiche | Classifiche | Classifiche | Classifiche | Classifiche | Certificazioni                                                                        | Album di provenienza   |
| Anno                                                         | Titolo                                                         | USA         | AUS         | CAN         | FRA         | GER         | IRE         | NLD         | NOR         | NZL         | UK          | Certificazioni                                                                        | Album di provenienza   |
| ------------------------------------------------------------ | -------------------------------------------------------------- | ----------- | ----------- | ----------- | ----------- | ----------- | ----------- | ----------- | ----------- | ----------- | ----------- | ------------------------------------------------------------------------------------- | ---------------------- |
| 2017                                                         | I Gotta                                                        | —           | —           | —           | —           | —           | —           | —           | —           | —           | —           |                                                                                       | /                      |
| 2017                                                         | Diva                                                           | —           | —           | —           | —           | —           | —           | —           | —           | —           | —           |                                                                                       | Donny Womack           |
| 2018                                                         | Make Sumn                                                      | —           | —           | —           | —           | —           | —           | —           | —           | —           | —           |                                                                                       | /                      |
| 2018                                                         | Situation                                                      | —           | —           | —           | —           | —           | —           | —           | —           | —           | —           |                                                                                       | /                      |
| 2018                                                         | Backend                                                        | —           | —           | —           | —           | —           | —           | —           | —           | —           | —           |                                                                                       | Donny Womack           |
| 2018                                                         | Holdin' Steel (feat. Dice Soho)                                | —           | —           | —           | —           | —           | —           | —           | —           | —           | —           |                                                                                       | Donny Womack           |
| 2018                                                         | Run Up                                                         | —           | —           | —           | —           | —           | —           | —           | —           | —           | —           |                                                                                       | Donny Womack           |
| 2019                                                         | Best You Had                                                   | —           | —           | —           | —           | —           | —           | —           | —           | —           | —           |                                                                                       | /                      |
| 2019                                                         | Back Up (feat. Wiz Khalifa)                                    | —           | —           | —           | —           | —           | —           | —           | —           | —           | —           |                                                                                       | /                      |
| 2019                                                         | No Idea                                                        | 43          | 43          | 19          | 96          | 86          | 38          | 75          | 30          | 32          | 39          | - USA: Platino (3) - CAN: Platino (4) - FRA: Platino - NZL: Platino (2) - UK: Platino | Heaven or Hell         |
| 2019                                                         | Can't Feel My Legs                                             | —           | —           | —           | —           | —           | —           | —           | —           | —           | —           |                                                                                       | Heaven or Hell         |
| 2019                                                         | Had Enough (feat. Quavo & Offset)                              | 52          | —           | 42          | —           | —           | —           | —           | —           | —           | 60          | - USA: Oro - CAN: Platino - NZL: Oro                                                  | Heaven or Hell         |
| 2020                                                         | De la hoya (con Gianni)                                        | —           | —           | —           | —           | —           | —           | —           | —           | —           | —           |                                                                                       | /                      |
| 2020                                                         | After Party                                                    | —           | —           | —           | —           | —           | —           | —           | —           | —           | —           | - USA: Platino (3) - CAN: Platino (4) - NZL: Platino (2) - UK: Oro                    | Heaven or Hell         |
| 2020                                                         | Cafeteria (con Chase B feat. Gunna)                            | —           | —           | —           | —           | —           | —           | —           | —           | —           | —           |                                                                                       | Escapism               |
| 2020                                                         | Clap                                                           | —           | —           | —           | —           | —           | —           | —           | —           | —           | —           |                                                                                       | Road to Fast 9 Mixtape |
| 2020                                                         | Mystery Lady (con Masego)                                      | —           | —           | —           | —           | —           | —           | —           | —           | —           | —           | - USA: Oro - CAN: Oro - NZL: Platino                                                  | Studying Abroad        |
| 2021                                                         | What You Need                                                  | 82          | —           | 87          | —           | —           | —           | —           | —           | —           | —           | - USA: Oro                                                                            | Life of a Don          |
| 2021                                                         | His & Hers (con gli Internet Money e Lil Uzi Vert feat. Gunna) | 67          | —           | 53          | —           | —           | —           | —           | —           | —           | —           | - USA: Oro - NZL: Oro                                                                 | /                      |
| 2021                                                         | Drugs n Hella Melodies (feat. Kali Uchis)                      | 112         | —           | —           | —           | —           | —           | —           | —           | —           | —           |                                                                                       | Life of a Don          |
| 2021                                                         | Don't Go (con Skrillex e Justin Bieber)                        | 69          | 43          | 32          | —           | —           | —           | —           | —           | —           | 56          |                                                                                       | Don't Get Too Close    |
| 2022                                                         | Honest (con Justin Bieber)                                     | 44          | 28          | 21          | 183         | 98          | 36          | —           | —           | —           | 54          |                                                                                       | /                      |
| 2022                                                         | Do It Right                                                    | —           | —           | —           | —           | —           | —           | —           | —           | —           | —           |                                                                                       | Love Sick              |
| 2023                                                         | 4 Me (con Kali Uchis)                                          | —           | —           | —           | —           | —           | —           | —           | —           | —           | —           |                                                                                       | Love Sick              |
| 2023                                                         | Leave the Club (con Lil Durk e GloRilla)                       | 105         | —           | —           | —           | —           | —           | —           | —           | —           | —           |                                                                                       | Love Sick              |
| 2023                                                         | Soweto (con Victony, Rema e Tempoe)                            | —           | —           | 76          | —           | —           | —           | —           | —           | —           | 65          |                                                                                       | /                      |
| 2023                                                         | Private Landing (con Justin Bieber e Future)                   | 72          | —           | 58          | —           | —           | 78          | —           | —           | —           | 74          | - NZL: Oro - UK: Argento                                                              | Love Sick              |
| 2024                                                         | Bandit                                                         | 38          | —           | 42          | —           | —           | 89          | —           | —           | —           | 63          | - USA: Platino - CAN: Platino (2) - NZL: Oro - UK: Argento                            | Hardstone Psycho       |
| 2024                                                         | Deep in the Water                                              | 106         | —           | —           | —           | —           | —           | —           | —           | —           | —           |                                                                                       | Hardstone Psycho       |
| 2024                                                         | Attitude (con Charlie Wilson e Cash Cobain)                    | 58          | —           | 82          | —           | —           | —           | —           | —           | —           | —           | - CAN: Oro                                                                            | Hardstone Psycho       |
| 2025                                                         | No Pole                                                        | 66          | —           | 53          | —           | —           | 75          | —           | —           | —           | 69          | - USA: Oro - CAN: Platino - NZL: Platino - UK: Argento                                | Love Sick (Deluxe)     |
| 2025                                                         | LV Bag (con Speedy feat. J-Hope of BTS & Pharrell Williams)    | 83          | —           | 95          | —           | —           | —           | —           | —           | —           | 93          |                                                                                       | /                      |
| 2025                                                         | Lose My Mind (feat. Doja Cat)                                  | 111         | —           | 62          | —           | —           | 73          | —           | —           | —           | 85          |                                                                                       | F1 the Album           |
| 2025                                                         | FWU                                                            | 82          | —           | 82          | —           | —           | —           | —           | —           | —           | —           |                                                                                       | /                      |
| "—" indica una pubblicazione non classificata in quel paese. |                                                                |             |             |             |             |             |             |             |             |             |             |                                                                                       |                        |

### Come artista ospite
| Anno                                                         | Titolo                                                    | Classifiche | Classifiche | Classifiche | Classifiche | Classifiche | Classifiche | Classifiche | Classifiche | Classifiche | Classifiche | Certificazioni                                                                     | Album di provenienza |
| Anno                                                         | Titolo                                                    | USA         | AUS         | CAN         | FRA         | GER         | IRE         | NLD         | NOR         | NZL         | UK          | Certificazioni                                                                     | Album di provenienza |
| ------------------------------------------------------------ | --------------------------------------------------------- | ----------- | ----------- | ----------- | ----------- | ----------- | ----------- | ----------- | ----------- | ----------- | ----------- | ---------------------------------------------------------------------------------- | -------------------- |
| 2018                                                         | Diva (Remix) (Kevin Gates feat. Don Toliver)              | —           | —           | —           | —           | —           | —           | —           | —           | —           | —           |                                                                                    | /                    |
| 2020                                                         | My Love (Jack Gilinsky feat. Don Toliver)                 | —           | —           | —           | —           | —           | —           | —           | —           | —           | —           |                                                                                    | /                    |
| 2020                                                         | Lemonade (Internet Money feat. Don Toliver, Gunna & Nav)  | 6           | 5           | 3           | 13          | 2           | 3           | 3           | 2           | 2           | 1           | - USA: Platino (4) - CAN: Platino (4) - FRA: Oro - GER: Platino - NZL: Platino (4) | B4 the Storm         |
| 2020                                                         | Don't Like Me (Rico Nasty feat. Gucci Mane & Don Toliver) | —           | —           | —           | —           | —           | —           | —           | —           | —           | —           |                                                                                    | Nightmare Vacation   |
| "—" indica una pubblicazione non classificata in quel paese. |                                                           |             |             |             |             |             |             |             |             |             |             |                                                                                    |                      |

## Altri brani entrati in classifica o certificati
| Anno                                                         | Titolo   | Classifiche | Classifiche | Classifiche | Classifiche | Classifiche | Certificazioni                                         | Album di provenienza |
| Anno                                                         | Titolo   | USA         | CAN         | IRE         | NOR         | UK          | Certificazioni                                         | Album di provenienza |
| ------------------------------------------------------------ | -------- | ----------- | ----------- | ----------- | ----------- | ----------- | ------------------------------------------------------ | -------------------- |
| 2020                                                         | Cardigan | 90          | —           | 91          | —           | —           | - USA: Platino - CAN: Platino - NZL: Oro - UK: Argento | Heaven or Hell       |
| 2024                                                         | Tore Up  | 78          | 70          | —           | —           | —           | - CAN: Platino - NZL: Oro                              | Hardstone Psycho     |
| "—" indica una pubblicazione non classificata in quel paese. |          |             |             |             |             |             |                                                        |                      |

## Video musicali
| Anno | Titolo                                        | Regista             |
| ---- | --------------------------------------------- | ------------------- |
| 2017 | I Gotta                                       | —                   |
| 2017 | Diva                                          | —                   |
| 2018 | Backend                                       | —                   |
| 2018 | Diamonds                                      | —                   |
| 2019 | No Idea                                       | Grant Singer        |
| 2019 | Can't Feel My Legs                            | Kenneth Cappello    |
| 2020 | After Party                                   | —                   |
| 2020 | Cardigan                                      | —                   |
| 2021 | What You Need                                 | —                   |
| 2021 | Drugs n Hella Melodies (feat. Kali Uchis)     | Nabil               |
| 2021 | Way Bigger                                    | —                   |
| 2021 | Flocky Flocky (feat. Travis Scott)            | —                   |
| 2022 | Do It Right                                   | Alexandre Moors     |
| 2022 | Private Landing (con Justin Bieber e Future)  | —                   |
| 2024 | Bandit                                        | —                   |
| 2024 | Deep in the Water                             | —                   |
| 2024 | Attitude (feat. Charlie Wilson & Cash Cobain) | —                   |
| 2024 | Brother Stone (feat. Kodak Black)             | —                   |
| 2024 | New Drop                                      | Cordell Jomha       |
| 2025 | Tore Up                                       | —                   |
| 2025 | No Pole                                       | —                   |
| 2025 | Lose My Mind (feat. Doja Cat)                 | Christian Breslauer |
| 2025 | FWU                                           | —                   |